# Bahnstrecke Frýdlant nad Ostravicí–Bílá
| Kursbuchstrecke (SŽ): | 323                  |                                    |                                    |
| Streckenlänge: | 19,537 km            |                                    |                                    |
| Spurweite: | 1435 mm (Normalspur) |                                    |                                    |
| Maximale Neigung: | 14 ‰                 |                                    |                                    |
| Streckengeschwindigkeit: | 50 km/h              |                                    |                                    |
| |                      |                                    |                                    |
| \| \| \| von Český Těšín (vorm. KFNB) \| \| \| \| -0,271 \| Frýdlant nad Ostravicí \| Frýdlant nad Ostravicí \| \| \| \| nach Kojetín (vorm. KFNB) \| \| \| \| 0,085 \| Frýdlant nad Ostravicí zastávka \| Frýdlant nad Ostravicí zastávka \| \| \| 1,792 \| Frýdlant nad Ostravicí-Nová Dědina \| Frýdlant nad Ostravicí-Nová Dědina \| \| \| 4,396 \| Ostravice zastávka \| Ostravice zastávka \| \| \| 6,161 \| Ostravice \| Ostravice \| \| \| 8,196 \| Ostravice-Mazák \| Ostravice-Mazák \| \| \| \| Červík \| \| \| \| 10,180 \| Ostravice-Řečica \| Ostravice-Řečica \| \| \| 11,480 \| Staré Hamry-Růžanec \| Staré Hamry-Růžanec \| \| \| 13,100 \| Staré Hamry zastávka \| Staré Hamry zastávka \| \| \| 15,225 \| Staré Hamry \| Staré Hamry \| \| \| 19,266 \| Bílá \| Bílá \| |                      |                                    |                                    |
| Strecke |                      | von Český Těšín (vorm. KFNB)       | von Český Těšín (vorm. KFNB)       |
| Bahnhof | -0,271               | Frýdlant nad Ostravicí             | Frýdlant nad Ostravicí             |
| Abzweig geradeaus und nach rechts |                      | nach Kojetín (vorm. KFNB)          | nach Kojetín (vorm. KFNB)          |
| Haltepunkt / Haltestelle | 0,085                | Frýdlant nad Ostravicí zastávka    | Frýdlant nad Ostravicí zastávka    |
| Haltepunkt / Haltestelle | 1,792                | Frýdlant nad Ostravicí-Nová Dědina | Frýdlant nad Ostravicí-Nová Dědina |
| Haltepunkt / Haltestelle | 4,396                | Ostravice zastávka                 | Ostravice zastávka                 |
| Kopfbahnhof Strecke ab hier außer Betrieb | 6,161                | Ostravice                          | Ostravice                          |
| Haltepunkt / Haltestelle (Strecke außer Betrieb) | 8,196                | Ostravice-Mazák                    | Ostravice-Mazák                    |
| Brücke über Wasserlauf (Strecke außer Betrieb) |                      | Červík                             | Červík                             |
| Haltepunkt / Haltestelle (Strecke außer Betrieb) | 10,180               | Ostravice-Řečica                   | Ostravice-Řečica                   |
| Haltepunkt / Haltestelle (Strecke außer Betrieb) | 11,480               | Staré Hamry-Růžanec                | Staré Hamry-Růžanec                |
| Haltepunkt / Haltestelle (Strecke außer Betrieb) | 13,100               | Staré Hamry zastávka               | Staré Hamry zastávka               |
| Haltepunkt / Haltestelle (Strecke außer Betrieb) | 15,225               | Staré Hamry                        | Staré Hamry                        |
| Kopfbahnhof Streckenende (Strecke außer Betrieb) | 19,266               | Bílá                               | Bílá                               |

Die Bahnstrecke Frýdlant nad Ostravicí–Bílá ist eine regionale Eisenbahnverbindung in Tschechien, die ursprünglich durch die Lokalbahn Friedland–Bila (tschech.: Místní dráha Frýdlant–Bílá; MDFB, später FBD) als staatlich garantierte Lokalbahn erbaut wurde. Sie führt in Nordmähren von Frýdlant nad Ostravicí (Friedland an der Ostrawitza) nach Ostravice (Ostrawitz). Die weitere Strecke nach Bílá (Bila) wurde 1969 infolge des Baues der Talsperre Šance stillgelegt. 
Nach einem Erlass der tschechischen Regierung ist die Strecke seit dem 20. Dezember 1995 als regionale Bahn („regionální dráha“) klassifiziert.

## Geschichte
Am 3. Januar 1908 wurde „dem Vizepräsidenten des Landeskulturrates für Mähren Dr. Cyrill Seifert in Napagedl im Vereine mit dem Zentraldirektor der fürsterzbischöflichen Güter Monsignore Julian Roska in Kremsier die erbetene Konzession zum Baue und Betriebe einer als normalspurige Lokalbahn auszuführenden Lokomotiveisenbahn von der Station Friedland der k.k. Ostrau-Friedlander Eisenbahn nach Bila“ erteilt. Teil der Konzession war die Verpflichtung, den Bau der Strecke sofort zu beginnen und binnen einem Jahre fertigzustellen.  Das Aktienkapital der Gesellschaft betrug 1.538.000 Kronen in 400 Stammaktien zu je 3.845 Kronen. Die Gesellschaft hatte ihren Sitz in Friedland.

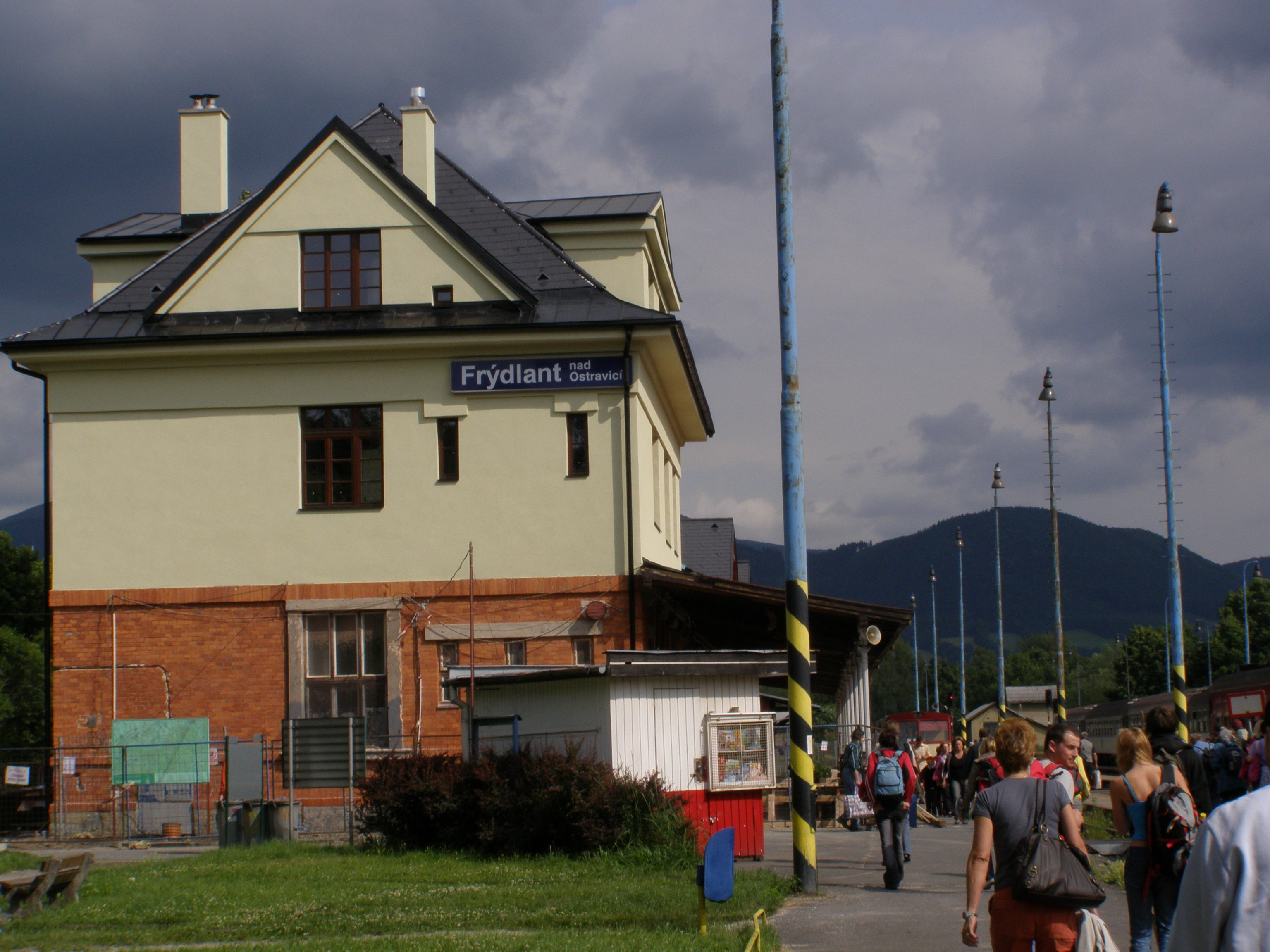
Bahnhof Frýdlant nad Ostravicí (2008)

Am 16. August 1908 wurde die Strecke eröffnet. Bis 1909 war die Strecke im Betrieb der priv. Österreichisch-ungarischen Staatseisenbahngesellschaft (Betriebsdirektion Brünn-Czernowitz), dann führte die Lokalbahn Friedland–Biela ihren Betrieb selbst aus.
Im Jahr 1912 wies der Fahrplan der Lokalbahn täglich drei gemischte Zugpaare 2. und 3. Klasse aus, sonn- und feiertags kam ein weiteres von und nach Ostrawitz hinzu. Bis 30. September verkehrte sonntags „bei günstiger Witterung“ ein Personenzug, der für Ausflügler morgens in Richtung Bila und abends wieder zurückfuhr. Die Fahrzeit für die 23 Kilometer lange Strecke betrug deutlich mehr als eine Stunde.
Nach dem Zweiten Weltkrieg, im Oktober 1945 wurde die Lokalbahn Friedland–Bila verstaatlicht und die Strecke wurde ins Netz der ČSD integriert. Der Abschnitt Ostravice–Bílá wurde am 11. Januar 1965 wegen des Baues der Talsperre Šance stillgelegt.
Am 1. Januar 1993 ging die Strecke im Zuge der Auflösung der Tschechoslowakei an die neu gegründeten České dráhy (ČD) über. Seit 2003 gehört sie zum Netz des staatlichen Infrastrukturbetreibers Správa železniční dopravní cesty (SŽDC).
Im Jahresfahrplan 2012 wird die Strecke in einem angenäherten Einstundentakt von Personenzügen bedient.

## Fahrzeugeinsatz
Lokomotiven und Triebwagen der Lokalbahn Friedland–Biela

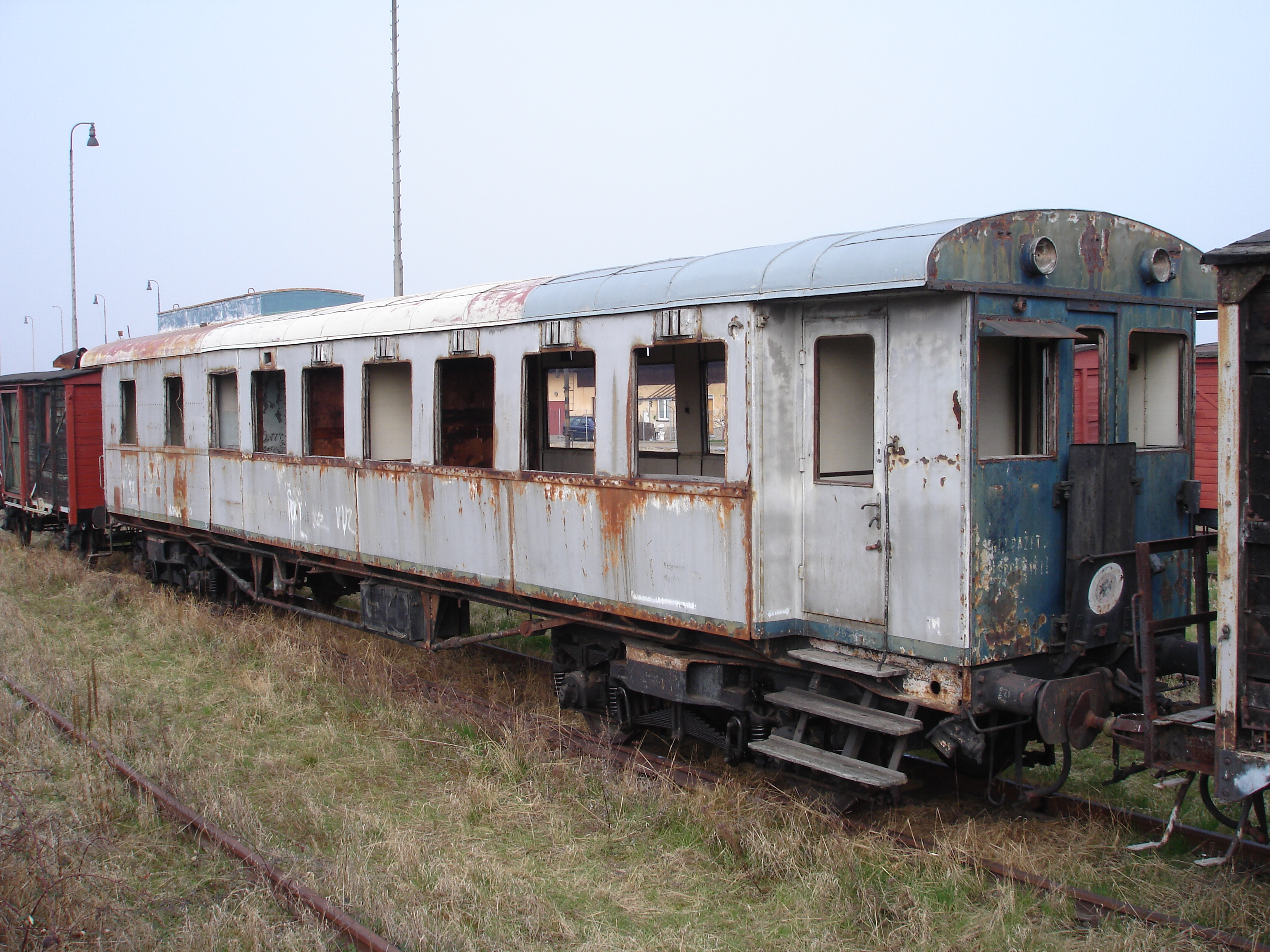
Die Reste des M 234.001 im Eisenbahnmuseum Zlonice (2009)

Die Betriebsdirektion Brünn-Czernowitz erwarb 1907 und 1909 für die Lokalbahn Friedland–Bila zwei vierfachgekuppelte Tenderlokomotiven mit den Nummern 40004 und 41001, wie sie auch auf den anderen Lokalbahnen im Betrieb der StEG zum Einsatz kamen.
Einige Lokomotiven der ČSD-Baureihe 422.0 fuhren ebenfalls auf dieser Strecke. Die Inventarnummer der Bahngesellschaft war FBD 410, bei den ČSD wurden sie als Reihe 422.9 geführt.
Eine weitere vierfachgekuppelte Lokomotive wurde 1924 als 424.001 von První Česko-moravská (PČM) in Prag beschafft. Konstruktives Vorbild waren die zur gleichen Zeit von den ČSD beschafften Tenderlokomotiven der Baureihe 423.0, allerdings war die FBD-Lokomotive im Gegensatz zu diesen ohne Laufachsen ausgeführt.
Zwischen 1932 und 1934 setzte die Lokalbahn Friedland–Bila auch einen von Škoda in Pilsen gebauten vierachsigen Dieseltriebwagen ein. Das Fahrzeug mit der ČSD-Nummer M 234.001 kam vermutlich nur leihweise zum Einsatz, es gehörte nie zum Bestand der Lokalbahn Friedland–Bila.
| Lokomotiven der Lokalbahn Friedland–Bila | Lokomotiven der Lokalbahn Friedland–Bila | Lokomotiven der Lokalbahn Friedland–Bila | Lokomotiven der Lokalbahn Friedland–Bila | Lokomotiven der Lokalbahn Friedland–Bila | Lokomotiven der Lokalbahn Friedland–Bila | Lokomotiven der Lokalbahn Friedland–Bila |
| FBD-Nr.                                  | Name                                     | Bauart                                   | Baujahr                                  | Hersteller                               | ČSD-Nr.                                  | Ausmusterung                             |
| ---------------------------------------- | ---------------------------------------- | ---------------------------------------- | ---------------------------------------- | ---------------------------------------- | ---------------------------------------- | ---------------------------------------- |
| 400.04                                   | BÍLÁ                                     | Dt n2                                    | 1907                                     | StEG                                     | 400.903 (1931), 400.124 (1946)           | 1948                                     |
| 410.01                                   | –                                        | Dt n2v                                   | 1909                                     | BMMF                                     | 422.904 (1931), 422.0107 (1948)          |                                          |
| 424.001                                  | –                                        | Dh2t                                     | 1924                                     | PČM                                      | 424.901 (1931), 424.101 (1948)           | 1949                                     |